# نغم مستو
نغم خالد مستو إعلامية سورية من مواليد مدينة حمص (1 أيلول 1979) لعائلة يعود أصلها لمدينة تلكلخ، تنقلت بالعمل بين عدد من الدول والقنوات العربية.
قدمت خلال مشوارها الإعلامي العديد من البرامج والمهرجانات، وغطت العديد من المعارض والمؤتمرات الفنية والاجتماعية والاقتصادية.

## البدايات
بدأت بالعمل كمذيعة عام 1996 وهي لازالت طالبة في المرحلة الثانوية، حيث قامت بتقديم أول برنامج إذاعي لها على إذاعة دمشق بمعدل حلقة أسبوعيًا بالإضافة لبرنامج أسبوعي آخر على التلفزيون السوري.
عملت في العديد من القنوات الفضائية ببيروت ودمشق، وإذاعة سترايك اللبنانية، واستضافت في برامجها كبار نجوم الفن مثل أسامة أنور عكاشة، ذكرى، إيهاب توفيق، جواد العلي، نجوى كرم، راشد الماجد، وقدمت برنامجاً حوارياً يومياً مباشراً مدته 6 ساعات متواصلة.

## سيرتها المهنية
مؤسسة ليالي ميديا ومقرها الرياض هي جهة عملها الرئيسية في السعودية والأردن والبحرين، وهي منتج منفذ للعديد من البرامج والمسلسلات الخليجية منها طاش ما طاش، وقد عملت معها بصفة مديرة الإعلام والنشر ومديرة البرامج.

### تلفزيون البحرين
مذيعة ومعدة برامج من 2013 وحتى 2014
- إعداد وتقديم برنامج جسر المحبة على تلفزيون البحرين سنة 2014، بمعدل حلقة أسبوعيًا ولمدة ساعتين مباشرة على الهواء، وهو برنامج حواري يضيء على العلاقات البحرينية السعودية في شتى المجالات، يستضيف في كل حلقة شخصيات بارزة من كلا البلدين من نفس المجال.
- تقديم ومشاركة إعداد برنامج دار العز على تلفزيون البحرين سنة 2013، الذي عرض بمناسبة اليوم الوطني للبحرين وعيد الجلوس.

### قناة المبدعين السعودية SCC
مذيعة ومعدة ومديرة برامج من 2008 وحتى 2011
- مساء المملكة: برنامج يومي يرصد الحركة الفنية والرياضية والثقافية والاجتماعية والاقتصادية في السعودية، واستمر عرضه لمدة سنتين.
- مشوار: برنامج حواري أسبوعي مع شخصيات سعودية وخليجية من شتى المجالات الإبداعية.
- سوالف ليل: برنامج إذاعي اجتماعي فني.
- برنامج رياضي خاص عن بطولة كأس الخليج لكرة القدم (خليجي 20)
- تغطية خاصة لمحاولة اغتيال الأمير محمد بن نايف مباشرة على الهواء
- حلقة خاصة عن الأمير سلطان بن عبد العزيز، يوم عودته من علاجه.
- رمضان أحلى: برنامج موسمي عرض في شهر رمضان يوميا، رصد الحركة الفنية الدرامية السعودية.
- مدن الشعراء: معدة لمجموعة من الحلقات من تقديم الدكتور صالح الشادي.
- إعداد وتقديم برنامج خاص عن مهرجان الرياض النسائي الذي نظمته أمانة منطقة الرياض.

### قناة نورميناالفضائية
مذيعة ومشرف عام على برامج القناة من 2004 وحتى 2006
- تم اعتمادها كمذيعة رئيسية لتغطية أحداث التفجيرات التي طالت العاصمة الأردنية عمان سنة 2005
- سيمفونية حب: إعداد وتقديم، وهو برنامج يومي فني اجتماعي استمر بثه لفترة زادت عن عشرين شهرًا، وقد احتل هذا البرنامج المركز الأول في الأردن وفق دراسة أجرتها شركة ابسوس.
- سينما: مقدمة، وهو برنامج أسبوعي يهتم بالحركة السينمائية العربية والعالمية.

### تلفزيون سترايك
مذيعة ومعدة من 2003 وحتى 2004
- ليلة الليالي: إعداد وتقديم، برنامج فني منوع يومي مباشر على الهواء.
- غنو معنا: برنامج للمواهب الغنائية العربية، استمر لمدة أربع شهور.
- بالإضافة لتقديم مهرجانات فنية مشتركة مع التلفزيون السوري.

### إذاعة سترايك
مذيعة في إذاعة سترايك «لبنان وسوريا» من 1997 وحتى 2000

### إذاعة إمارات إف إم«أبوظبي»
مذيعة في عام 2000، قدمت فيها برنامج صباحي، وبرنامج آخر باسم «آخر خبر» وهو برنامج فني مباشر يرصد الحركة الفنية العربية.